# Mioma (Álava)
Mioma es una localidad del concejo de Caranca y Mioma, que está situado en el municipio de Valdegovía, en la provincia de Álava, País Vasco (España).

## Historia
Hacia mediados del siglo XIX, el lugar, ya por entonces perteneciente a Valdegovía, tenía contabilizada una población de 33 habitantes. Aparece descrito en el undécimo volumen del Diccionario geográfico-estadístico-histórico de España y sus posesiones de Ultramar de Pascual Madoz con las siguientes palabras:

MIOMA: l. del ayunt. de Valdegovia, en la prov. de Alava (á Vitoria 7 leg.), part. jud. de Añana (3), aud. terr. y dióc. de Burgos (16), c. g. de las Provincias Vascongadas. sit. en la falda de un monte que forma límite entre esta prov. y Castilla la Vieja; clima frio; reinan los vientos O., S. y E. y se padecen constipados. Tiene 10 casas, igl. parr. (San Roman), perteneciente á los canónigos de Valpuerta, servida por un beneficiado, y para el surtido del vecindario varias fuentes de aguas comunes y saludables. El térm. confina N. Valpuerta; E. prov. de Burgos; S. Quejo, y O. San Zadorniu (la citada prov.): y comprende en su estension varios trozos de monte poblados de pinos y otros árboles. El terreno es de mediana calidad. caminos: los de pueblo á pueblo, en mal estado. El correo se recibe de Miranda de Ebro, por balijero, los lunes, miércoles y sábado, y se despacha los mismos dias. prod.: trigo, cebada, avena, centeno, patatas y otras legumbres: cria de toda clase de ganados: caza de perdices y liebres. pobl.: 5 vec., 33 alm. riqueza y contr.: con su ayuntamiento. (V.)
(Madoz, 1848, p. 426)

En 2022, tenía empadronados veintisiete habitantes.

## Demografía
| Gráfica de evolución demográfica de Mioma entre 2000 y 2017 |
|                                                             |
| Población de derecho según los censos de población del INE. |

## Patrimonio
Hay en el lugar una iglesia de San Román.